# Platanthera andrewsii
Platanthera andrewsii là một loài thực vật có hoa trong họ Lan. Loài này được (M.White) Luer miêu tả khoa học đầu tiên năm 1975.